# Franklin megye (Pennsylvania)
Franklin megye az Amerikai Egyesült Államokban, azon belül Pennsylvania államban található. Megyeszékhelye és legnagyobb városa Chambersburg. Lakosainak száma 155 932 fő (2020. április 1.). Franklin megye Juniata, Perry, Cumberland, Adams, Frederick, Washington, Fulton és Huntingdon megyékkel határos.

## Népesség
A megye népességének változása:
| Lakosok száma | 149 906 | 150 944 | 151 372 | 152 085 | 153 638 | 155 932 |
|               | 2010    | 2011    | 2012    | 2013    | 2015    | 2020    |